# Шипове з'єднання

Паз (гніздо) виконане в одній деталі (зліва) і шип, виконаний в іншій деталі (справа)

Шипове з'єднання — з'єднання деталей за допомогою виступу (шипа або чіпа), що утворений на торцевій чи боковій поверхні однієї деталі, котрий входить у відповідний за формою паз, провушину або гніздо іншої деталі.

## Призначення

Фінікійська техніка будівництва кораблів із застосування шипового з'єднання із шипами, зафіксованими шкантами (пізніше була перейнята давніми греками для будівнитва грецьких кораблів)

Використовується як для постійного, так і для тимчасового сполучення деталей споруд та приладів. Найчастіше шипові з'єднання використовують при виготовленні дерев'яних виробів (вікна, двері, меблі), ливарних форм.
Шип може складати одне ціле з деталлю або виконуватись вставним (у цьому випадку він має назву шкант). З'єднання на круглий вставний шип (шкант) застосовують при складанні ящиків і щитів меблів.

## Класифікація
Згідно з ГОСТ 9330—76, шипові з'єднання брусків бувають кутові кінцеві, кутові серединні і кутові ящикові.
Шипи, які проходять наскрізь деталі називаються відкритими (наскрізними), а якщо гніздо не наскрізне, то шип називається глухим. Одинарні і подвійні шипи застосовують для виготовлення вікон і дверей, «ластівчин хвіст» — для виготовлення ящиків, шухляд, тому їх ще називають ящикові з'єднання. Для міцності табуреток і столів застосовують шипи з півпотемком наскрізні і ненаскрізні (глухі).
У машинобудуванні шипом інколи називають цапфу зазвичай циліндричної, конічної або сферичної форми.